# Eliza Manningham-Buller

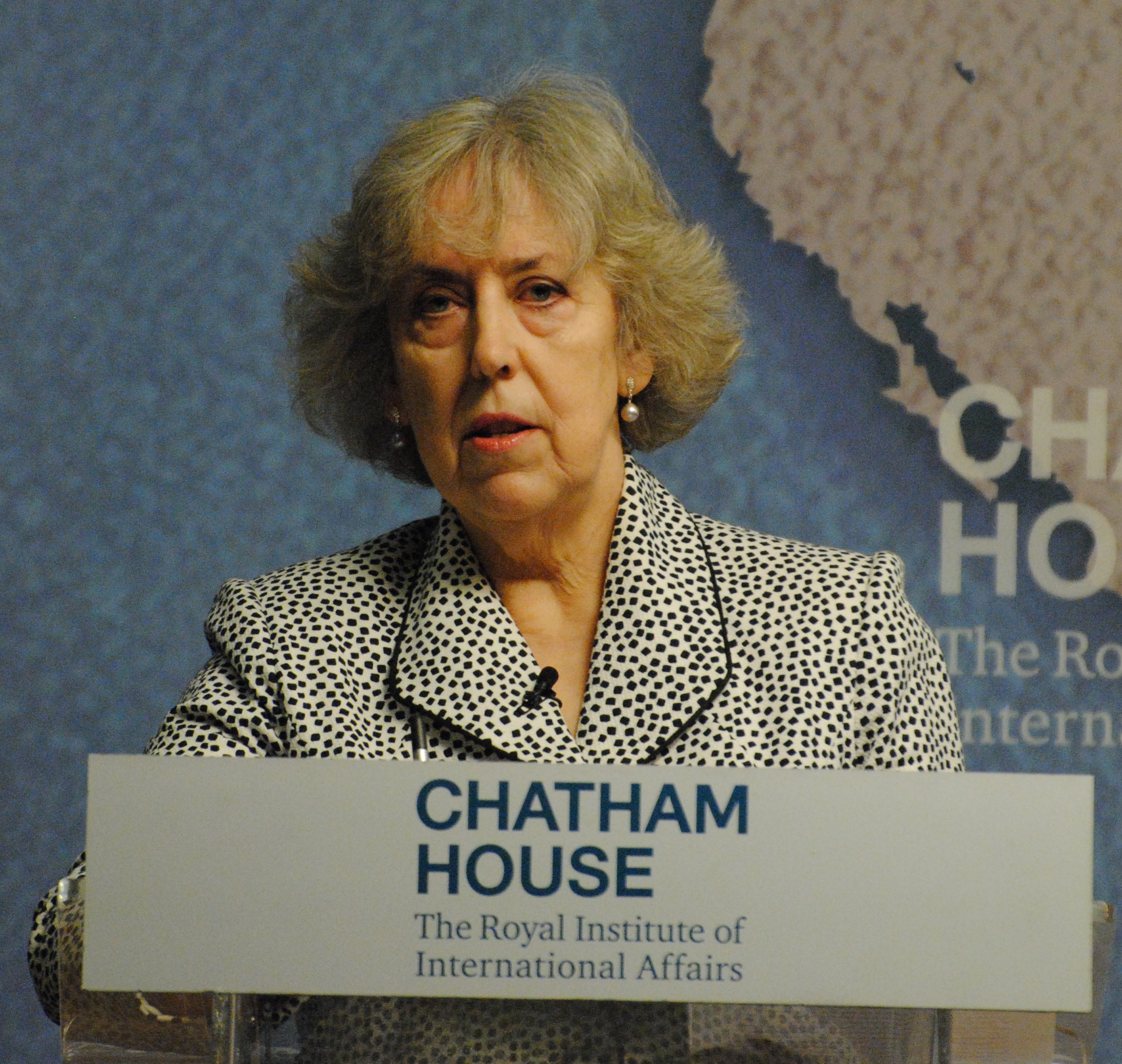
Eliza Manningham-Buller

Elizabeth Lydia Manningham-Buller, baronowa Manningham-Buller DCB (ur. 14 lipca 1948, Northampton) – Dyrektor Generalny Security Service w latach 2002-2007, córka Reginalda Manninghama-Bullera, 1. wicehrabiego Dilhorne (Lorda Kanclerza w rządach Macmillana i Douglas-Home'a) i lady Mary Lindsay, córki 27. hrabiego Crawford.
Wykształcenie odebrała w Northamptonshire High School i w Benenden School. Przez trzy lata była nauczycielką w londyńskiej Queen's Gate oraz wykładała anglistykę na Lady Margaret Hall na Uniwersytecie Oksfordzkim. Później została funkcjonariuszem Security Service. Specjalizowała się w działalności antyterrorystycznej. Działała w sprawie katastrofy lotu Pan Am 103 nad Lockerbie w 1988 roku. Była jedną z pięciu osób, które wiedziały, że zastępca szefa komórki organizacyjnej Pierwszego Zarządu Głównego Komitetu Bezpieczeństwa Państwowego w ambasadzie ZSRR w Londynie, Oleg Gordijewski, jest zdrajcą państwa wysyłającego.
Podczas I wojny w Zatoce Perskiej pracowała jako oficer łącznikowy w Waszyngtonie. W 1992 wstąpiła do nowego wydziału Security Service zajmującego się irlandzkim terroryzmem. Rok później weszła w skład zarządu SS, gdzie zajmowała się techniczną stroną działalności organizacji. Później została dyrektorem ds. irlandzkiego terroryzmu. W 1997 roku została zastępcą dyrektora generalnego SS, a w 2002 zastąpiła na stanowisku dyrektora generalnego sir Stephena Landera jako druga kobieta po Stelli Rimington na tym stanowisku.
Jako dyrektor generalny SS pobierała pensję w wysokości 150 000 GBP rocznie. Zapowiedziała większą otwartość tej służby specjalnej m.in. poprzez uruchomienie jej strony internetowej i rekrutację funkcjonariuszy przez ogłoszenia w gazetach. Do wiadomości publicznej zaczęto również podawać szacowane zagrożenie terrorystyczne. W 2005 została odznaczona Krzyżem Komandorskim Orderu Łaźni.
15 grudnia 2006 roku powiadomiono, że Eliza Manningham-Buller odejdzie ze stanowiska dyrektora generalnego SS w kwietniu 2007 po 33 latach pracy w kontrwywiadzie. Ze stanowiska odeszła 21 kwietnia a jej następcą został Jonathan Evans.
2 czerwca 2008 roku była Dyrektor Generalna Służby Bezpieczeństwa otrzymała dożywotni tytuł parowski baronowej Manningham-Buller i zasiadła w Izbie Lordów.
Mąż baronowej Manningham-Buller ma na imię David. Jego nazwisko nie jest podane do publicznej wiadomości. Małżonkowie nie mają ze sobą potomstwa, lecz pięcioro przybranych dzieci.